# Christopher Penroz
Cristopher Jesus Penroz Patiño (Chile, 13 de abril de 1990) es un futbolista chileno de origen palestino. Juega de mediocampista creativo en Real San Joaquín de la Segunda División Profesional de Chile.

## Trayectoria
Debutó en el Primer equipo de Colo-Colo el 5 de agosto de 2009 en El juego del siglo en Rapa Nui, ingresando por el titular José Domingo Salcedo.
El año 2010 es enviado en calidad de préstamo a Magallanes, para volver el 2011 a Colo-Colo. Durante la temporada 2012 nuevamente se va préstamo, nuevamente a Magallanes.
En 2013 vuelve a Colo-Colo pero no es tomado en cuenta en el primer equipo, jugando en el Colo-Colo Filial de la Segunda División de Chile.
A mediados de 2014 es incorporado a Deportes Pintana.

## Clubes
| Club                | País  | Año       |
| ------------------- | ----- | --------- |
| Colo-Colo           | Chile | 2009      |
| Magallanes          | Chile | 2010      |
| Colo-Colo           | Chile | 2011      |
| Magallanes          | Chile | 2012      |
| Colo-Colo "B"       | Chile | 2013-2014 |
| Deportes Pintana    | Chile | 2014-2017 |
| Deportes Santa Cruz | Chile | 2018-2019 |
| General Velásquez   | Chile | 2020      |
| Lautaro de Buin     | Chile | 2021      |
| Deportes Melipilla  | Chile | 2022      |
| Lautaro de Buin     | Chile | 2023      |
| Real San Joaquín    | Chile | 2024-Act. |

## Palmarés

### Campeonatos nacionales
| Título                    | Club                | País  | Año  |
| ------------------------- | ------------------- | ----- | ---- |
| Tercera División A        | Magallanes          | Chile | 2010 |
| Segunda División de Chile | Deportes Santa Cruz | Chile | 2018 |